# Governatori della California precedenti all'ammissione agli Stati Uniti d'America
Questa è una lista di governatori della California prima della sua ammissione a Stato federato degli Stati Uniti d'America avvenuta nel 1850.
Dal 1769 al 1822 l'area fu una provincia del Vicereame della Nuova Spagna. Con la guerra d'indipendenza del Messico dalla Spagna del 1822 e fino all'annessione agli Stati Uniti l'area fu un territorio federale del Messico. Fu brevemente un territorio non organizzato degli Stati Uniti fino all'approvazione del Congresso il 9 settembre 1850.

## Governatori spagnoli di California Nueva, 1769-1777
|  | - 1769-1770: Gaspar de Portolá - 1770-1774: Pedro Fages - 1774-1777: Fernando Rivera y Moncada |

## Governatori spagnoli de Las Californias, 1777-1804
|  | - 1777-1782: Felipe de Neve - 1782-1791: Pedro Fages - 1791-1792: José Antonio Roméu - 1792-1794: José Joaquín de Arrillaga - 1794-1800: Diego de Borica - 1800: Pedro de Alberni - 1800-1804: José Joaquín de Arrillaga |

## Governatori spagnoli della Alta California, 1804-1822
|  | - 1804-1814: José Joaquín de Arrillaga - 1814-1815: José Darío Argüello - 1815-1822: Pablo Vicente de Solá |

## Governatori messicani dell'Alta California, 1822-1847
|  | - 1822-1825: Luis Antonio Argüello (Nato a San Francisco, fu il primo nativo californiano a governare l'Alta California) - 1825-1831: José María de Echeandía - 1831-1832: Manuel Victoria - 1832: Pío Pico - 1832-1833: Agustín V. Zamorano (nord) e José María de Echeandía (sud) - 1833-1835: José Figueroa - 1835: José Castro - 1836: Nicolás Gutiérrez - 1836: Mariano Chico - 1836: Nicolás Gutiérrez - 1836-1837: Juan Bautista Alvarado - 1837-1838: Carlos Antonio Carrillo - 1838-1842: Juan Bautista Alvarado - 1842-1845: Manuel Micheltorena - 1845-1846: Pío Pico - 1846-1847: José María Flores - 1847: Andrés Pico - 1848: Pío Pico |

## Presidenti della Repubblica della California, giugno—luglio 1846
|  | - 1846: William B. Ide (a Sonoma) |

## Governatori militari americani della California, 1846—1849
|  | - 1846: John Drake Sloat - 1846-1847: Robert Field Stockton - 1847: John Charles Frémont - 1847: Stephen Watts Kearny - 1847-1849: Richard Barnes Mason - 1849: Persifor Frazer Smith - 1849: Bennett C. Riley |